# Diébougou
Diébougou – miasto w południowo-zachodniej części Burkiny Faso. Jest stolicą prowincji Bougouriba.